# 吴建栋
吴建栋（1965年12月—），山东莒县人，中国人民解放军少将，现任陆军第73集团军少将副政治委员。

## 生平
吴建栋曾担任第39集团军所属某机械化步兵师政委。2015年，任第39集团军政治部主任（大校衔）。2017年，任第73集团军副政委。2018年1月，当选福建省十三届人大代表。
2016年7月31日，晋升少将。